# Die Himmel erzählen die Ehre Gottes
Die Himmel erzählen die Ehre Gottes (in tedesco, "I cieli narrano la gloria di Dio") BWV 76 è una cantata di Johann Sebastian Bach.

## Storia
La cantata Die Himmel erzählen die Ehre Gottes venne composta da Bach a Lipsia nel 1723 e fu eseguita il 6 giugno dello stesso anno in occasione della seconda domenica dopo la Trinità. Il libretto è tratto dal salmo 19 per il primo movimento, da testi di Martin Lutero per il settimo ed il quattordicesimo e da autori anonimi per i rimanenti.
Il tema musicale deriva dall'inno Es wollt uns Gott genädig sein del 1564 di Martin Lutero.

## Struttura
La cantata è composta per soprano solista, contralto solista, tenore solista, basso solista, coro, tromba, oboe I e II, oboe d'amore, fagotto, violino I e II, viola e basso continuo ed è suddivisa in quattordici movimenti:
1. Coro: Die Himmel erzählen die Ehre Gottes, per tutti.
2. Recitativo: So lässt sich Gott nicht unbezeuget, per tenore, archi e continuo.
3. Aria: Hört, ihr Völker, Gottes Stimme, per soprano, violino solo e continuo.
4. Recitativo: Wer aber hört, per basso e continuo.
5. Aria: Fahr hin, abgöttische Zunft, per basso, tromba, archi e continuo.
6. Recitativo: Du hast uns, Herr, von allen Straßen, per contralto e continuo.
7. Corale: Es woll uns Gott genädig sein, per tutti.
8. Sinfonia per oboe d'amore, viola e continuo.
9. Recitativo: Gott segne noch die treue Schar, per basso, archi e continuo.
10. Aria: Hasse nur, hasse mich recht, per tenore, viola e continuo.
11. Recitativo: Ich fühle schon im Geist, per contralto, viola e continuo.
12. Aria: Liebt, ihr Christen, in der Tat, per contralto, oboe, viola e continuo.
13. Recitativo: So soll die Christenheit, per tenore e continuo.
14. Corale: Es danke, Gott, und lobe dich, per tutti.